# Hacıbəbir
Hacıbəbir è un comune dell'Azerbaigian situato nel distretto di Sabirabad. Conta una popolazione di 379 abitanti.